# Patricio Escobar
Patricio Escobar Cáceres (San José de los Arroyos, 17 de marzo de 1843-Asunción, 19 de abril de 1912) fue un militar y político paraguayo que ejerció como 10.º presidente constitucional desde el 25 de noviembre de 1886 al 25 de noviembre de 1890.

## Biografía
Nació en San José de los Arroyos el 17 de marzo de 1843 en el paraje llamado Ca`aguy Ruguá. Sus padres fueron don José Escobar y doña Ana Bella Cáceres. Estuvo casado en primeras nupcias con Ignacia Garcete y en segundas nupcias con Estalación E. El general Escobar fue un destacado héroe de la Guerra de la Triple Alianza. 
Fue soldado raso en el Campamento de Armas de Cerro León, luego ingresó al batallón 36 de infantería. Ascendió a cabo en mayo de 1866 y a alférez después de Curupayty. Se desempeñó como ayudante del Mariscal López en 1867 en el Cuartel General de Paso Pucú. Participó de los más serios enredos hasta que llegó al grado de coronel en Cerro Corá. Se le asignaba las misiones difíciles porque se destacaba por ser un hombre sereno, prudente y cauteloso.  Cuando acabó su deber como militar y como político se recluyó en su hogar, donde falleció el 19 de abril de 1912.

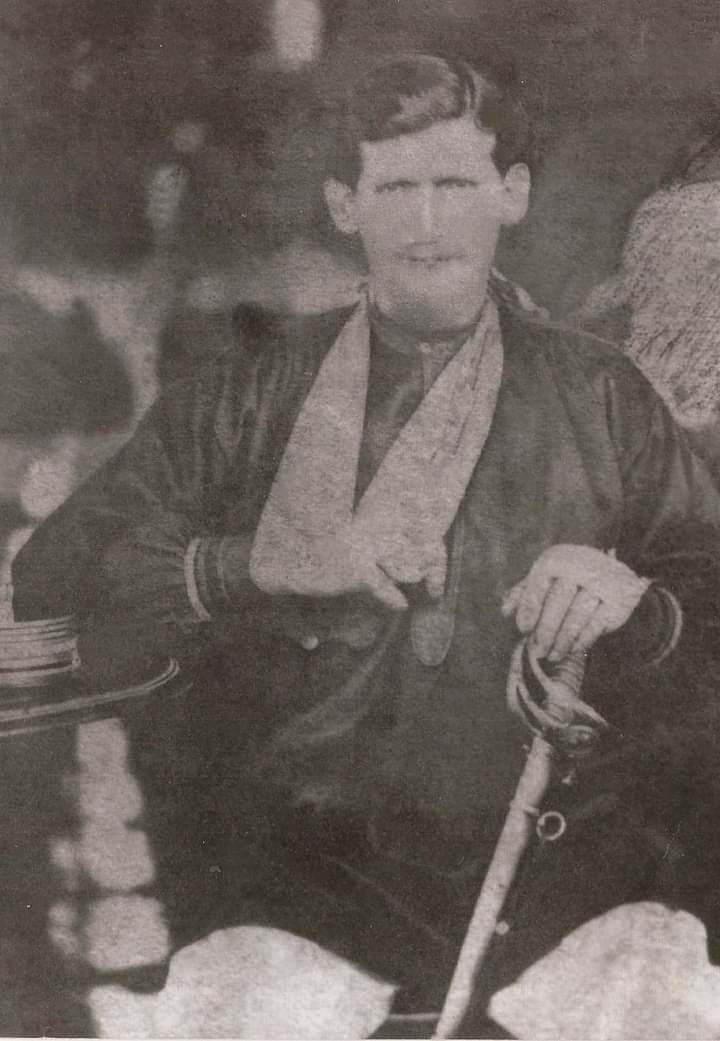
Fotografía de Patricio Escobar en el campamento de Azcurra en enero de 1869, luego de haber sufrido más de 11 heridas en la batalla de Itá Ybaté.

Hijos del presidente Escobar con doña Ramona Garcete fueron: Desiderio, Patricio Alejandrino, Justo Benigno (casado con María Victoria Abente), Carolina (casada con José Tomás Bello), Ignacio (casado con Guillermina López Moreira), Adelina y Luis Serafín. De su segundo matrimonio, con doña Estalación Escobar, fueron: Jorge (casado con Elisa Gómez de la Fuente), Alcibiades (casado con Ema Goiburú), Lilia (casada con Rodolfo Maja) y Clodomiro (casado con Ernestina Monti Paoli).

## Su gobierno
Asumió la presidencia desde el 25 de noviembre de 1886 hasta el 25 de noviembre de 1890. El General Escobar inició su gobierno con tres militares y dos civiles.
Durante su gobierno se fundaron los partidos políticos tradicionales como el Centro Democrático (que más tarde sería renombrado como Partido Liberal) el 10 de julio de 1887; y la Asociación Nacional Republicana o Partido Colorado, el 11 de septiembre del mismo año. El 24 de octubre de 1887 se creó el Consejo Nacional de Educación. Se promulgó la Ley de Enseñanza Primaria Obligatoria; regresó al país el maestro paraguayo Don Atanasio Riera, graduado en Corrientes y autor de la “Primera memoria sobre Educación Común”. Ese mismo año, 1887, se firmó el tratado Aceval-Tamayo, con Bolivia; se fundó un Banco Agrícola; se aprobó la ley sobre el uso de la banda presidencial y se creó el Diario Oficial.
El 20 de junio de 1888 se realizó la reapertura de la Escuela de Derecho y el 11 de septiembre falleció el profesor, escritor y expresidente argentino don Domingo Faustino Sarmiento, quien había colaborado en la confección de nuevos planes educacionales. En 1890 vuelven del exilio las hermanas Adela y Celsa Speratti, quienes fueron las organizadoras de la Escuela de Preceptoras. 
El General Escobar puso énfasis en el desarrollo de la educación como signo de progreso en el país. El 24 de septiembre de 1889 se fundó la Universidad Nacional, y dos años antes, la Biblioteca Nacional, Paraguay participó de la Primera Conferencia Internacional Americana, que se celebró en Washington y se creó el Banco del Paraguay. Se aprobó la ley que establecía los objetivos y condiciones de la enseñanza media, y se creó Colegios Nacionales en Villarrica, Encarnación, Pilar y Concepción. Se prolongó la vía férrea desde Paraguarí a Villarrica, contratando a la firma Patri, Travassos y Cía., posteriormente se transfirió a una compañía inglesa; se realizaron, además, las primeras instalaciones eléctricas.

## Homenajes
El pueblo de Yukeri, Departamento de Paraguarí fue renombrado como Escobar en su honor.